# Covaci, Timiș
Covaci (în maghiară Temeskovácsi, în germană Kowatschi) este un sat în comuna Sânandrei din județul Timiș, Banat, România. Datorită localizării favorabile, la nord de municipiul Timișoara, localitatea este influențată pozitiv atât economic cât și pe plan al dezvoltării edilitare și a creșterii populației.

## Localizare
Satul Covaci este amplasat la nord de municipiul Timișoara, la circa 10 km distanță de acesta, pe malul drept al râului Bega Veche. Se învecinează la est cu satul Cerneteaz (3 km). La vest de localitate trece drumul național DN69, de care se leagă printr-un drum comunal și prin intermediul căruia se leagă de municipiul Timișoara. Alternativ un alt drum comunal pornește în direcția sud, pentru a intra în nordul municipiului.

## Istorie
Satul a fost întemeiat în anul 1843. Reperele documentare indică evoluția așezării:
- 1890 – era reședință de comună cu 955 locuitori, făcea parte din comitatul Timiș, districtul Timișoara;
- 1921 – reședință de comună cu 1.007 locuitori; făcea parte din județul Timiș-Torontal, plasa Timișoara;
- 1935 – reședință de comună cu 908 locuitori; făcea parte din județul Timiș -Torontal, plasa Chișoda,
- 1956 – făcea parte din regiunea Timișoara, raionul Timișoara, aparținând comunei Cernăteaz;
- 1972 - făcea parte din județului Timiș, având 700 locuitori și aparținând comunei Sânandrei
- 2002 - aparținea comunei Sînandrei, având 697 locuitori.

## Sport
În Covaci există un club de fotbal, numit Fortuna, înființat în 2007 și care, în sezonul 2009-2010 activeaza în Liga a II-a, seria a II-a, a campionatului României.